# Tuéjar (kommunhuvudort)
Tuéjar är en kommunhuvudort i Spanien.   Den ligger i provinsen Província de València och regionen Valencia, i den östra delen av landet, 240 km öster om huvudstaden Madrid. Tuéjar ligger 681 meter över havet och antalet invånare är 1 212.
Terrängen runt Tuéjar är kuperad, och sluttar söderut. Runt Tuéjar är det mycket glesbefolkat, med 6 invånare per kvadratkilometer. Närmaste större samhälle är Villar del Arzobispo, 18,9 km öster om Tuéjar. 